# Oniscophiloscia
Oniscophiloscia är ett släkte av kräftdjur. Oniscophiloscia ingår i familjen Philosciidae.
Kladogram enligt Catalogue of Life:
| Oniscophiloscia | \| \| Oniscophiloscia anomala \| \| \| \| \| \| Oniscophiloscia kuscheli \| \| \| \| \| \| Oniscophiloscia mirifica \| \| \| \| |
|                 | \| \| Oniscophiloscia anomala \| \| \| \| \| \| Oniscophiloscia kuscheli \| \| \| \| \| \| Oniscophiloscia mirifica \| \| \| \| |
|                 | Oniscophiloscia anomala |
|                 | |
|                 | Oniscophiloscia kuscheli |
|                 | |
|                 | Oniscophiloscia mirifica |
|                 | |